# Britisch-iranische Beziehungen
Die Britisch-iranischen Beziehungen sind das bilaterale Verhältnis zwischen Großbritannien und dem Iran. Die Beziehungen beider Staaten lassen sich bis auf das 13. Jahrhundert zurückverfolgen. Im 19. Jahrhundert begann Persien für die britische Außenpolitik als Pufferstaat für die britischen Besitzungen in Indien an Bedeutung zu gewinnen. Im 20. Jahrhundert beteiligten sich die Briten an der anglo-sowjetischen Invasion des Iran während des Zweiten Weltkriegs und dem Sturz des gewählten iranischen Premiers Mohammad Mossadegh im Jahre 1953 zum Schutz britischer Wirtschaftsinteressen. Seit der Islamischen Revolution sind die Beziehungen stark angespannt und waren immer wieder unterbrochen. Streitpunkte waren dabei u. a. die iranische Fatwa gegen den britischen Schriftsteller Salman Rushdie und das iranische Atomprogramm. Der iranische Oberste Führer Ajatollah Ali Chamenei bezeichnete die Briten 2009 als „die verräterischsten“ und „bösesten“ Feinde des Irans.

## Geschichte

### England und die Safawiden
Der Iran, der vor 1935 in der westlichen Welt Persien genannt wurde, unterhält seit der späten Ilkhanat-Periode (13. Jahrhundert) politische Beziehungen zu England, als König Edward I. von England Geoffrey von Langley an den persischen Hof schickte, um ein Bündnis zu etablieren. Im Jahr 1553 entsandte König Edward VI. von England eine Handelsmission unter Führung von Sebastiano Caboto nach Russland, was zur Aufnahme von Handelsbeziehungen mit dem Zarentum Russland und der Etablierung der Muscovy Company führte. Die Company versuchte in der Folge auch Handelsbeziehungen zum reichen Persien unter den Safawiden aufzubauen. Mehrere Missionen wurden an den Hof des persischen Schahs entsendet, eine erste davon unter Leitung von Antony Jenkinson. Die Engländer etablierten eine Allianz mit den Persern gegen die Osmanen. Abbas I. empfing 1597 Robert Shirley, Anthony Shirley und eine Gruppe von 26 englischen Gesandten in Qazvin. Die englische Delegation, die sich ebenfalls der osmanischen Bedrohung bewusst war, war froh, Persien als Verbündeten gegen die osmanische Bedrohung zu haben. Schah Abbas empfing die Delegation herzlich und nahm sie als seine Gäste mit nach Isfahan, seiner neuen Hauptstadt.
Schon bald wurden die Gebrüder Shirley vom Schah beauftragt, die kaiserliche Kavallerie zu organisieren und zu modernisieren und die Armee auszubilden. Die Auswirkungen dieser Modernisierungen erwiesen sich als äußerst erfolgreich, denn von nun an erwiesen sich die Safawiden als ebenbürtige Kraft gegenüber ihrem osmanischen Erzrivalen. Im Jahre 1599 sandte Abbas I. seinen Gefolgsmann Hossein Ali Beg Bayat, Anthony Shirley und einer Gruppe von 40 Leuten auf eine diplomatische Mission nach Europa. Die Beziehungen wurden danach weiter intensiviert, darunter durch der Einzug der Britischen Ostindien-Kompanie in Persien und die Einrichtung von Handelsrouten für Seide durch Jask in der Straße von Hormuz im Jahr 1616. Von hier aus gewannen Briten wie Sir John Malcolm später Einfluss auf den Hof der Kadscharen.

### Briten und Kadscharen

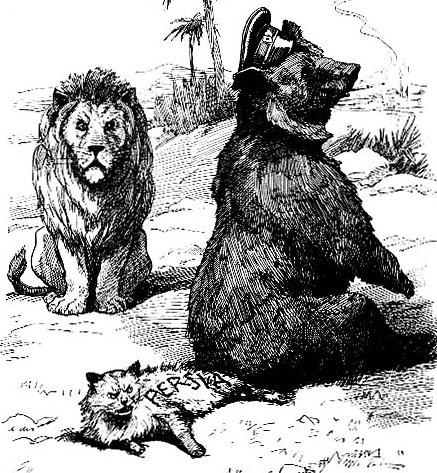
Eine Karikatur aus der Satirezeitschrift Punch. Der russische Bär, der auf dem Schwanz der persischen Katze sitzt, während der britische Löwe zuschaut, steht für eine neue Freundschaft in Bezug auf die anglo-russische Entente von 1907 und deren Plan, Persien aufzuteilen.

Die anglo-persischen Beziehungen gewannen an Dynamik, als das geschwächte Safawidenreich nach der kurzlebigen Wiederbelebung durch das militärische Genie Nader Schah (reg. 1736–1747) schließlich der Kadscharen-Dynastie wich, die schnell in innenpolitischen Turbulenzen und Rivalitäten versank, während miteinander konkurrierende Kolonialmächte versuchten Einfluss zu gewinnen. Während die Portugiesen, Briten und Niederländer um den Süden und Südosten Persiens am Persischen Golf konkurrierten, blieb Russland im Norden weitgehend unbehelligt, während es nach Süden vordrang, um die Vorherrschaft in den nördlichen Gebieten Persiens zu erlangen. Diese Schwäche der Perser machte die Briten am Kaiserhof sehr einflussreich. In der Regierungszeit von Abbas Mirza wurde z. B. der Brite Allen Lindsay General in der persischen Armee und 1801 wurde der Anglo-Persische Vertrag als militärischer Beistandspakt unterzeichnet. Eine kurze Franko-Persische Allianz (1807) wurde bald von Fath Ali Schah wieder rückgängig gemacht, der 1809 alle Franzosen ausweisen ließ. Der geschwächte und bankrotte königliche Hof unter Fath Ali war gezwungen, 1813 den Vertrag von Gulistan zu unterzeichnen, gefolgt vom Vertrag von Turkmantschai, nachdem die Bemühungen von Abbas Mirza gescheitert waren, die Nordfront Persiens gegen Russland zu sichern. Die Verträge wurden von Sir Gore Ouseley mit Hilfe des britischen Außenministeriums in London ausgearbeitet. Sir Gore Ouseley war der jüngere Bruder des britischen Orientalisten William Ouseley, der als Sekretär des britischen Botschafters in Persien tätig war.
Nach einem kurzen Konflikt mit den Briten mussten sich die Kadscharen 1857 aus Herat zurückziehen, was Afghanistan zu einem britischen Vasallen machte. Persien fiel unter quasi-kolonialen Einfluss der Briten und Russen. Die nominelle Unabhängigkeit wurde jedoch erhalten, damit es als Pufferstaat zwischen Russland und Britisch-Indien während des Great Game dienen konnte. 1872 unterzeichnete der Schah ein Abkommen mit Baron Paul Julius Reuter, das George Nathaniel Curzon als „die vollständigste und außergewöhnlichste Übergabe der gesamten industriellen Ressourcen eines Königreichs in ausländische Hände, von der man je geträumt hat“ bezeichnete. Diese Konzession war jedoch in Persien so unbeliebt, dass sie bald darauf rückgängig gemacht wurde. Ende des 19. Jahrhunderts war die britische Vorherrschaft so ausgeprägt, dass Chuzestan, Buschehr und eine Reihe anderer Gebiete in Südpersien von Großbritannien besetzt wurden und die Zentralregierung in Teheran ohne die Zustimmung der britischen und russischen Konsulate nicht einmal mehr die Möglichkeit hatte, ihre eigenen Minister auszuwählen. Morgan Shuster zum Beispiel musste unter dem enormen britischen und russischen Druck auf den königlichen Hof zurücktreten. In seinem Buch The Strangling of Persia schildert Shuster die Einzelheiten dieser Ereignisse und übt scharfe Kritik an der imperialen Politik Großbritanniens und Russlands.
Gegen die koloniale Abhängigkeit regte sich in den 1890er Jahren der Widerstand der Tabakbewegung, nachdem die Briten das Monopol auf den Verkauf von Tabak im Land erhalten hatten. Konzessionen wie diese und der 70-Jahres-Vertrag für die persischen Eisenbahnen, die von britischen Geschäftsleuten wie Baron de Reuter betrieben werden sollten, riefen immer mehr Widerstand hervor. Besonders deutlich wurde die koloniale Politik der Briten nach der Entdeckung von Öl in Masjed Soleiman im Jahr 1909, der Gründung der Anglo-Persion Oil Company und der „D'Arcy Concession“, mit der sich die Briten den Zugriff auf die persischen Ölvorkommen sicherten. Die 60-jährige Konzession gab den Briten exklusive Vorrechte und über 80 Prozent der Gewinne aus dem Ölgeschäft.
Mit dem Vertrag von Sankt Petersburg (1907) teilten Russland und Großbritannien Persien in Einflusssphären auf, wobei Russland der Norden und den Briten der Süden des Landes zufallen sollte. Der Vertrag führte zu Unruhen in Persien und war einer der Faktoren für die Konstitutionelle Revolution. Während des Ersten Weltkriegs wurde Persien von Russland und den Briten besetzt, welche die Osmanen und Deutschen aus dem Land heraushalten wollten. Hungersnöte brachen im Westen des Iran aus. Über 100.000 Iraner verhungerten. Der Anglo-Iranische Vertrag von 1919 sollte die britisch-persischen Beziehungen in der Nachkriegszeit regeln und wurde durch Bestechungsgelder erkauft, wurde jedoch von der Madschles nie ratifiziert.

### Pahlavi-Ära
Die große Erschütterung der politischen Landschaft Persiens trat ein, als die Beteiligung von General Edmund Ironside schließlich zum Aufstieg von Reza Schah Pahlavi in den 1920er Jahren führte. Die weit verbreitete Ansicht, dass die Briten in den Staatsstreich von 1921 verwickelt waren, wurde bereits im März 1921 von der amerikanischen Botschaft zur Kenntnis genommen und an die Iran-Abteilung des Außenministeriums weitergeleitet. Ein Bericht der britischen Botschaft aus dem Jahr 1932 räumt ein, dass die Briten Reza Schah „auf den Thron“ gesetzt hatten. Wichtigste Priorität der Briten in Persien war der Zugriff der Anglo-Persion Oil Company auf die lokalen Ölvorkommen. Nach der Machtergreifung von Pahlavi stellten die Briten ihre Unterstützung für den Araberführer Khazʽal Ibn Jabir in der ölreichen Provinz Chuzestan ein. Unter Schah Pahlavi verschlechterten sich die Beziehungen allerdings bald, da es zu Streitigkeiten durch persische diplomatische Ansprüche auf die ölreichen Regionen der Inseln Großer und Kleiner Tunbs, Abu Musa und Bahrain im Persischen Golf kam und die Iraner sich der Einnahmen aus dem iranischen Ölverkäufen beraubt fühlten. Am 27. November 1932 wurde die D'Arcy-Ölkonzession von Reza Schah gekündigt und 1933 neu ausgehandelt.

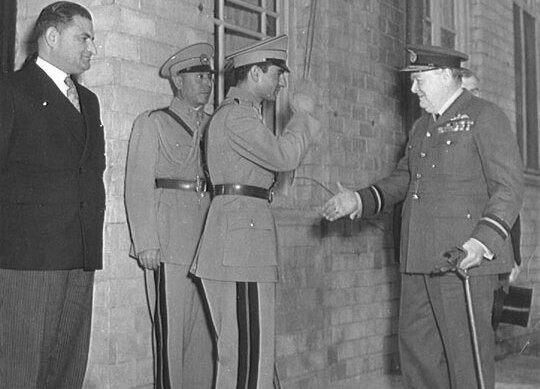
Mohammad Reza Pahlavi salutiert Winston Churchill (1943)

Nach dem Beginn des Zweiten Weltkriegs erklärte der Iran seine Neutralität. Briten und Sowjets fürchteten jedoch, dass Reza Shah sich den Deutschen anschließen könnte, welche intensive Propaganda im Land betrieben. Deshalb besetzten die Sowjetunion und das Vereinigte Königreich den Iran 1941 erneut und entfernten Reza Schah. Der neue Schah, Mohammad Reza Pahlavi, unterzeichnete im Januar 1942 ein Dreierbündnis mit Großbritannien und der Sowjetunion, um die alliierten Kriegsanstrengungen auf nichtmilitärische Weise zu unterstützen.
Im April 1951 beschloss der neu gewählte iranische Premierminister Mohammad Mossadegh die iranischen Ölreserven zu verstaatlichen und die Anglo-Persion Oil Company zu enteignen. Dies sorgte für Empörung in London und die Briten verhängten ein Ölembargo gegen den Iran. Sie versuchten ihren Verbündeten, die USA, zu überzeugen, Mossadegh zu stürzen. Die Briten versuchten Harry S. Truman zu überreden, sich ihrem Feldzug gegen den Iran anzuschließen, dieser hatte jedoch Bedenken. Erst als Dwight D. Eisenhower Präsident wurde, gelang es den Briten, die USA zu überzeugen, sich ihrem Plan anzuschließen. Mossadegh wurde infolgedessen 1953 in einem von der CIA inszenierten Putsch gestürzt und der Iran eine kaiserliche prowestliche Diktatur. Die Herrschaft von Mohammad Reza wurde durch den SAVAK geschützt. Die Verstaatlichung der Ölindustrie wurde rückgängig gemacht und die Öleinnahmen zur Hälfte zwischen dem iranischen Staat und einem Konsortium aus amerikanischen und britischen Unternehmen aufgeteilt.
In seiner Außenpolitik lehnte sich der Iran unter Mohammad Reza an die USA an und trat 1955 dem Bagdad-Pakt bei, einer Allianz prowestlicher Staaten in der Region. Der Schah stattete dem Vereinigten Königreich im Mai 1959 einen Staatsbesuch ab und Königin Elisabeth II. besuchte den Iran im März 1961. Die britischen Streitkräfte begannen 1968, sich aus dem Persischen Golf zurückzuziehen. Dies geschah aus wirtschaftlichen Erwägungen, da sich die Briten die Kosten für die Verwaltung nicht mehr leisten konnten. Im Rahmen dieser Politik beschloss die damalige britische Regierung 1971, den Schah nicht zu unterstützen, und schließlich endete die Schirmherrschaft des Vereinigten Königreichs, so dass die Rolle als Patron des Schahs von den USA übernommen wurde.

### Nach der Islamischen Revolution

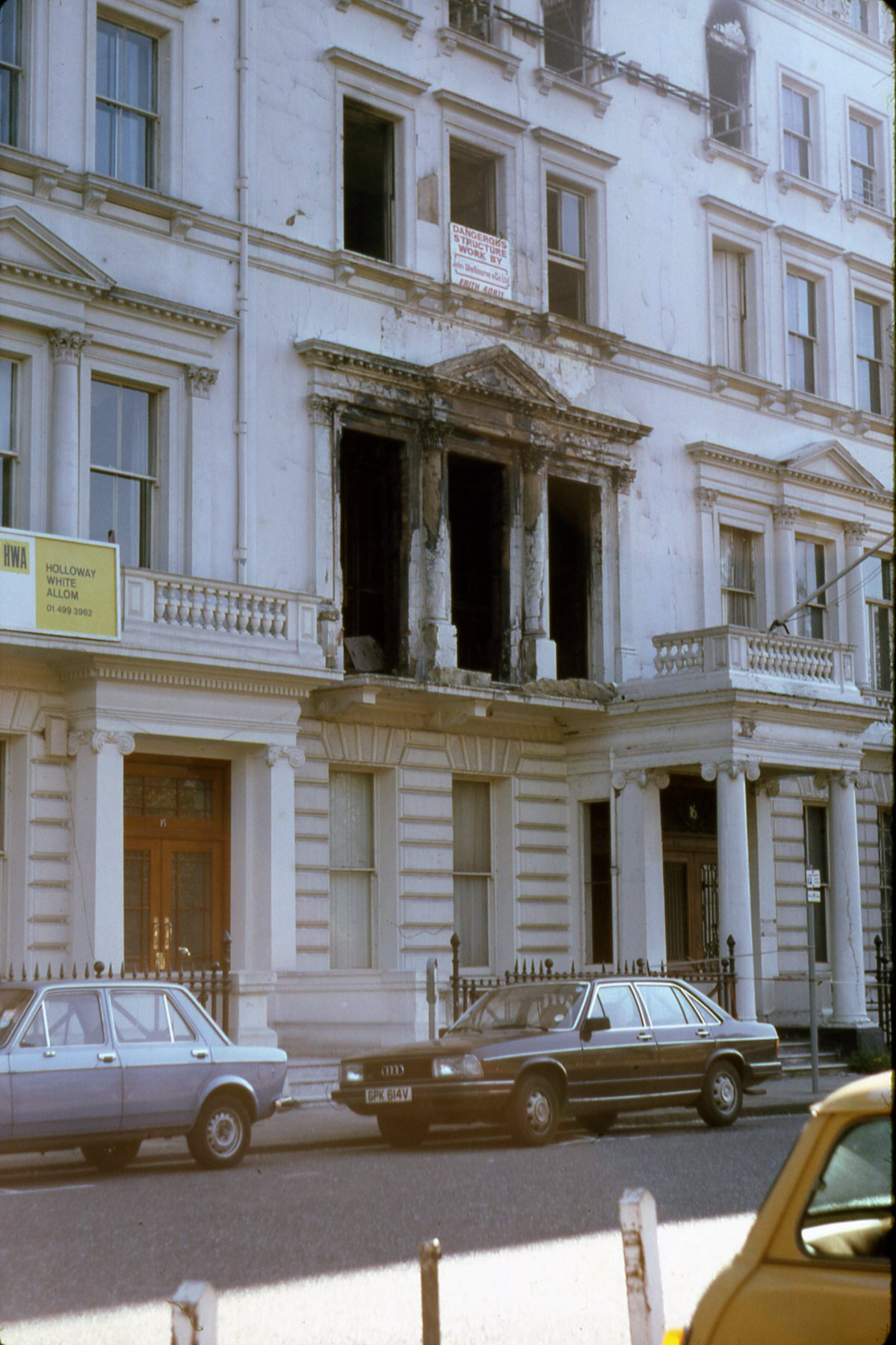
Ausgebranntes Botschaftsgebäude nach der Geiselnahme in der iranischen Botschaft (1980)

Im Jahre 1979 kam es im Iran zu Massenprotesten, bei denen der Schah gestürzt wurde und ein antiwestliches islamistisches Regime unter Ruhollah Chomeini an die Macht kam. Nach der iranischen Revolution von 1979 setzte Großbritannien alle diplomatischen Beziehungen zum Iran aus. Am 30. April 1980 wurde die iranische Botschaft in London von einem sechsköpfigen Terroristenteam gestürmt, das das Gebäude sechs Tage lang während einer Geiselnahme in der Botschaft besetzt hielt, bis die Geiseln durch einen Einsatz der SAS befreit werden konnten. Die Täter waren arabische Extremisten, die für eine Unabhängigkeit der von sunnitischen Arabern besiedelten Provinz Chuzestan eintraten. Während des Iran-Irak-Kriegs von 1980 bis 1988 unterstützten die Briten Saddam Husseins Iraker mit Waffen. Die diplomatischen Beziehungen zum Iran wurden schließlich 1988 wieder aufgenommen, jedoch ein Jahr später erneut unterbrochen, nachdem Ayatollah Ruhollah Khomeini im Februar 1989 Muslime weltweit aufgerufen hatte, den britischen Autor Salman Rushdie wegen Blasphemie in seinem Buch Die satanischen Verse zu töten, woraufhin Großbritannien im März die diplomatischen Beziehungen abbrach.
1990 wurden die diplomatischen Beziehungen teilweise wieder hergestellt, es kam jedoch 1994 zu neuen Streitigkeiten, nachdem die britische Regierung dem Iran vorgeworfen hatte, die Irish Republican Army (IRA) zu unterstützen. Die Beziehungen normalisierten sich 1997 unter der reformorientierten Regierung von Präsident Mohammad Khatami und zwei Jahre später wurden wieder Botschafter ausgetauscht. Jack Straw war 2001 der erste hochrangige britische Politiker, der Teheran nach der Revolution besuchte. Die Beziehungen erlitten 2002 einen erneuten Rückschlag, als David Reddaway von Teheran als Botschafter Londons unter dem Vorwurf, ein Spion zu sein, abgewiesen wurde. Sie verschlechterten sich zwei Jahre später weiter, als der Iran acht britische Seeleute im Fluss Arvand nahe der irakischen Grenze festnahm. Die Matrosen wurden begnadigt und nahmen kurz nach ihrer Freilassung an einer Abschiedszeremonie mit Präsident Ahmadinedschad teil. Nach den umstrittenen iranischen Präsidentschaftswahlen 2009 und den anschließenden Protesten wurden die Beziehungen zwischen dem Vereinigten Königreich und dem Iran erneut auf die Probe gestellt. Am 19. Juni 2009 bezeichnete der Oberste Führer des Iran, Ayatollah Chamenei, die britische Regierung als die „böseste“ der westlichen Nationen und beschuldigte sie, Spione in den Iran zu schicken. Es kam infolgedessen zu einem Streit zwischen beiden Ländern und der Ausweisung von Diplomaten.
Am 28. November 2011 verschlechterte der Iran seine Beziehungen zu Großbritannien aufgrund neuer Sanktionen des Vereinigten Königreichs. Am nächsten Tag griffen eine Gruppe von Studenten und Bassidschi das Gelände der britischen Botschaft in Teheran an, beschädigten Eigentum und vertrieben das Botschaftspersonal. Als Reaktion auf den Angriff schloss das Vereinigte Königreich am 30. November 2011 seine Botschaft in Teheran und ordnete die Schließung der iranischen Botschaft in London an. Eine Verbesserung der Beziehungen setzte unter Hassan Rohani ab 2013 ein. Am 20. Februar 2014 wurde die iranische Botschaft in London wieder eröffnet und die beiden Länder vereinbarten die Wiederaufnahme diplomatischer Beziehungen. Am 23. August 2015 wurde die britische Botschaft in Teheran offiziell wiedereröffnet.

## Militärische Spannungen und Spionagevorwürfe
Die Konfrontation zwischen den Vereinigten Staaten und der Europäischen Union auf der einen und dem Iran auf der anderen Seite über das iranische Atomprogramm bleibt ein ernsthaftes Hindernis für die Verbesserung der Beziehungen zwischen Teheran und London. Das Vereinigte Königreich hat die internationalen Sanktionen gegen den Iran unterstützt. Immer wieder kam es auch zu Spannungen in der Straße von Hormus und dem Persischen Golf, wo die Briten ein enger Verbündeter der arabischen Golfmonarchien sind. Der britische Verteidigungsminister Philip Hammond warnte 2012, dass Großbritannien militärische Maßnahmen gegen den Iran ergreifen könnte, falls dieser seine Drohung wahr macht, die Straße von Hormuz zu blockieren. Er sagte, jeder Versuch des Irans, die strategisch wichtige Wasserstraße als Vergeltung für die Sanktionen gegen seine Ölexporte zu blockieren, wäre „illegal und erfolglos“, und die Royal Navy würde sich jeder Aktion zur Offenhaltung der Straße anschließen.
Im April 2016 wurde die iranisch-britische Doppelbürgerin Nazanin Zaghari-Ratcliffe verhaftet, als sie mit ihrer Tochter den Iran besuchte. Sie wurde im September 2016 der „Verschwörung zum Sturz der iranischen Regierung“ für schuldig befunden und zu fünf Jahren Haft verurteilt. Später wurde sie zu einer erneuten Haftstrafe verurteilt und 2022 freigelassen, was Berichten zufolge damit zusammenhing, dass das Vereinigte Königreich eine historische Schuld für Panzer beglichen hatte, die in den 1970er Jahren vom Iran bezahlt, aber nie geliefert wurden.
Am 14. Januar 2023 richtete der Iran den britisch-iranischen Doppelbürger Alireza Akbari hin. Er war stellvertretender Verteidigungsminister des Irans gewesen und soll laut Angaben der iranischen Regierung für den britischen Geheimdienst MI6 spioniert haben. Der britische Premierminister Rishi Sunak bezeichnete seine Hinrichtung als eine feige Tat, ausgeführt von einem „barbarischen Regime“.
Laut Informationen des britischen Geheimdienstes aus dem Jahre 2022 soll der Iranische Geheimdienst mindestens zehnmal versucht haben Personen auf britischem Boden zu entführen oder zu töten. Der britische Geheimdienst kam auch zu dem Schluss, dass der Iran für einen 12 Stunden dauernden Cyberangriff auf das britische Parlament verantwortlich war, bei dem im Juni 2017 rund 90 E-Mail-Konten von Abgeordneten kompromittiert wurden.

## Diplomatische Standorte
- Der Iran hat eine Botschaft in London.
- Das Vereinigte Königreich hat eine Botschaft in Teheran.

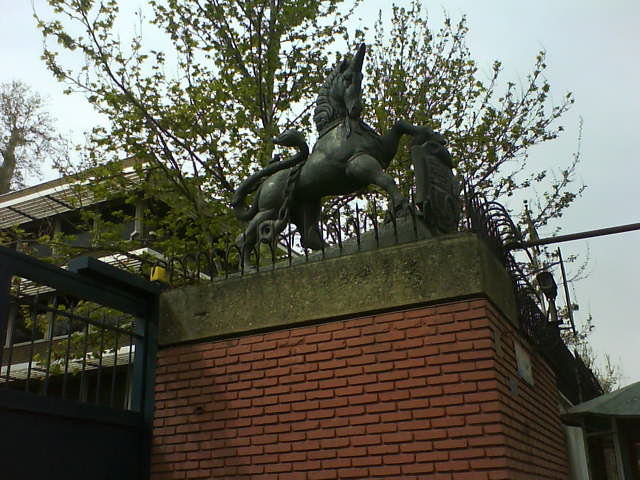
Britische Botschaft in Teheran
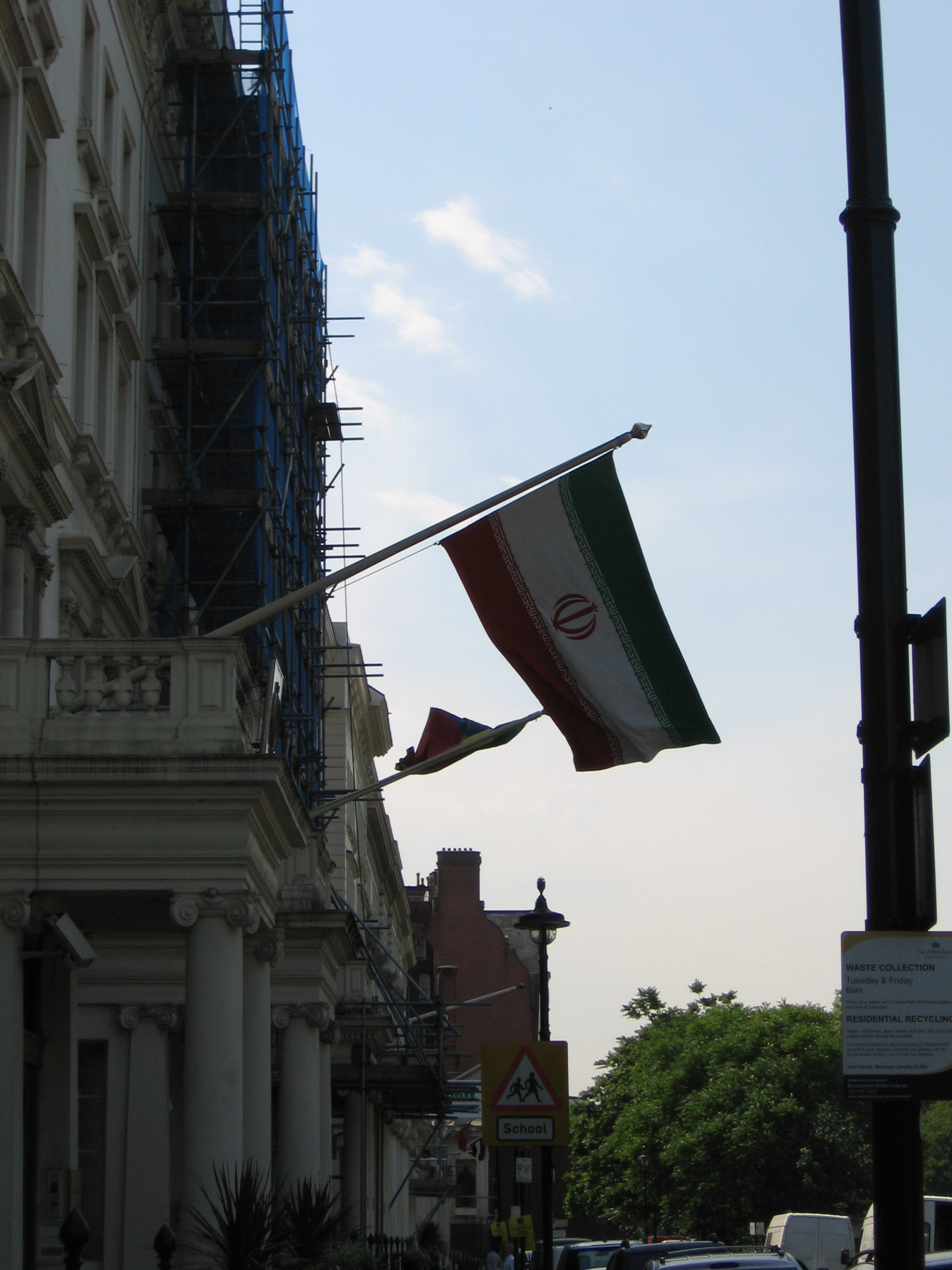
Iranische Botschaft in London